# Gutruf

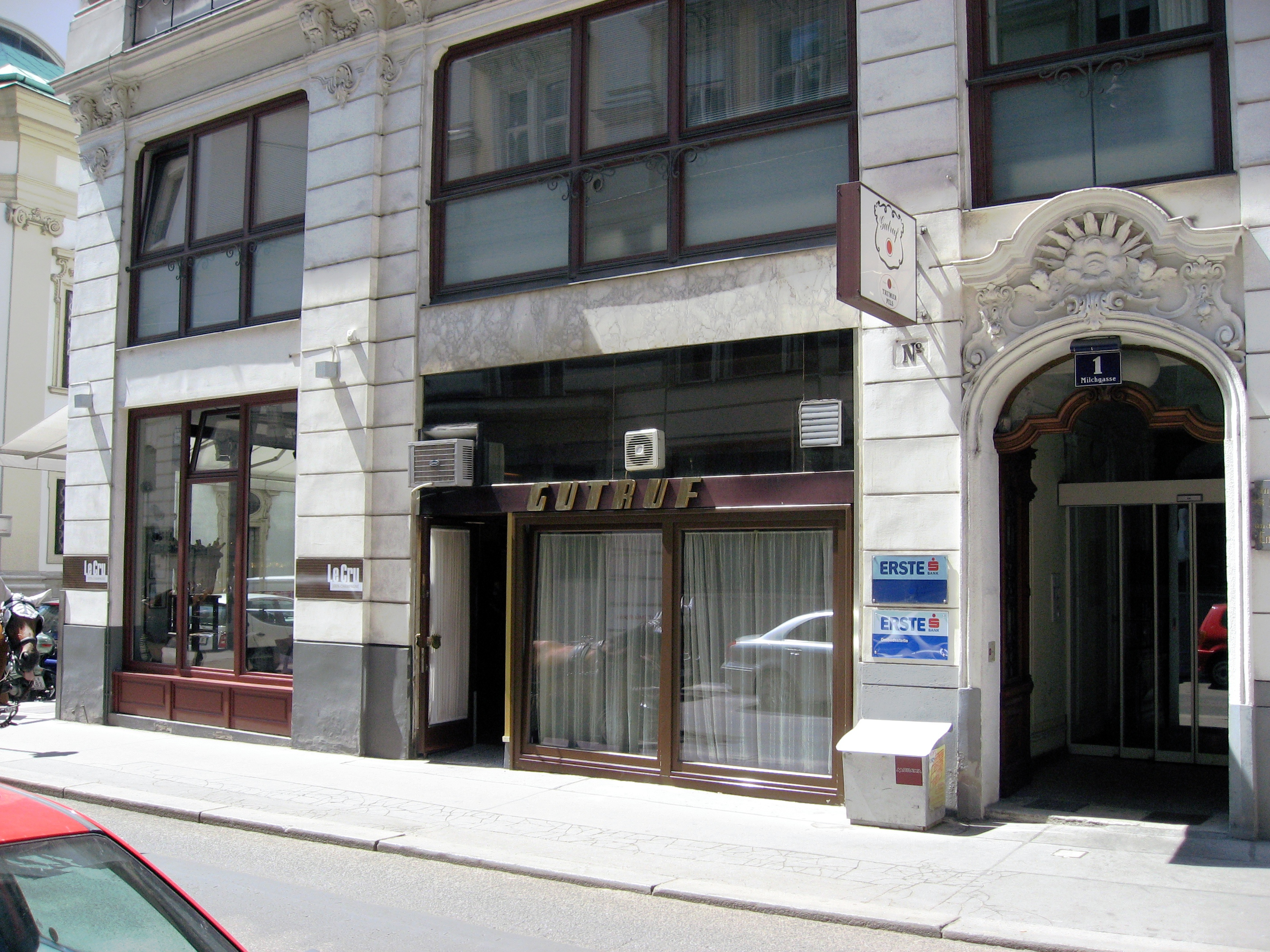
Das Gutruf in der Wiener Innenstadt

Das Gutruf ist ein Wiener Innenstadtlokal im 1. Wiener Gemeindebezirk Innere Stadt, Milchgasse 1 mit prominenter Gästeliste und hoher zeitgeschichtlicher und kultureller Bedeutung.
Der gelernte Operettensänger Hannes Hoffmann, der das Lokal 1947 übernahm und in den 1950er- und 1960er-Jahren führte, gilt als Vorbild für das zeitkritische Einpersonenstück Der Herr Karl von Carl Merz und Helmut Qualtinger.

## Geschichte

### Die Gründerjahre
Leopoldine Gutruf (geb. 1877), eine verarmte Fabrikbesitzerin, eröffnete gemeinsam mit ihrem Compagnon Emil Warchalowski im Jahr 1906 das Lokal „English House L. Gutruf & Co“. Das Geschäft war auf Import-Delikatessen und -Getränke spezialisiert. 1947 verkaufte die Gründerin das Lokal an Hannes Hoffmann. 1963 starb Leopoldine Gutruf im Alter von 86 Jahren.

### Die Ära Hannes Hoffmann
Hannes Hoffmann betrieb das Lokal von 1947 bis 1966.
Zentrale Figur des Gutruf in den 1950er-Jahren war „Quasi“, alias Helmut Qualtinger. Um ihn gruppierte sich eine Korona von Freunden, Bewunderern und Beobachtern. Künstler wie die Bildhauer Fritz Wotruba und Alfred Hrdlicka, die Maler Friedensreich Hundertwasser, Josef Mikl und Markus Prachensky, die Dichter H. C. Artmann und Reinhard Priessnitz, der Karikaturist Erich Sokol, der Komponist Gottfried von Einem, der Schauspieler Kurt Sowinetz, der Kabarettist Werner Schneyder, der damalige Polizeipräsident Josef „Joschi“ Holaubek und der Politiker Helmut Zilk waren als Gäste dieser „Goldenen Ära“ des Lokals dokumentiert. Eine besondere Rolle spielte das Wiener Original Otto Kobalek.
In einem Radiointerview mit Georg Biron, das Hoffmann im Jahr 1987 führte, erzählte Hoffmann vom Hinterzimmer, der Begegnung mit Qualtinger und der Entstehung des „Herrn Karl“. Hoffmann verfügte, dass dieses Interview erst nach seinem Tod (er starb 1988) gesendet werden dürfe. Tatsächlich wurde es erstmals 1989 ausgestrahlt.
Der Fernsehjournalist und zeitweilige Generalintendant des ORF Teddy Podgorski begann in dieser Zeit, das Lokal zu frequentieren. Dokumentierte Stammgäste in dieser Zeit waren die Schauspieler Heinz Marecek, Otto Schenk und Helmut Lohner, der Schriftsteller Heinz Rudolf Unger und Journalisten wie Helmut A. Gansterer, Herbert Völker und Roman Schliesser.
Fatty George, der seit 1958 in der unmittelbaren Nachbarschaft am Petersplatz das Jazz-Lokal Fatty’s Saloon betrieb, war ebenfalls oft im Gutruf zu Gast.
1966 brannte das Lokal ab, und Hannes Hoffmann verkaufte es. Das Lokal wurde ab 1967 von verschiedenen Pächtern geführt.

### Die Jahre des Rudolf Wein

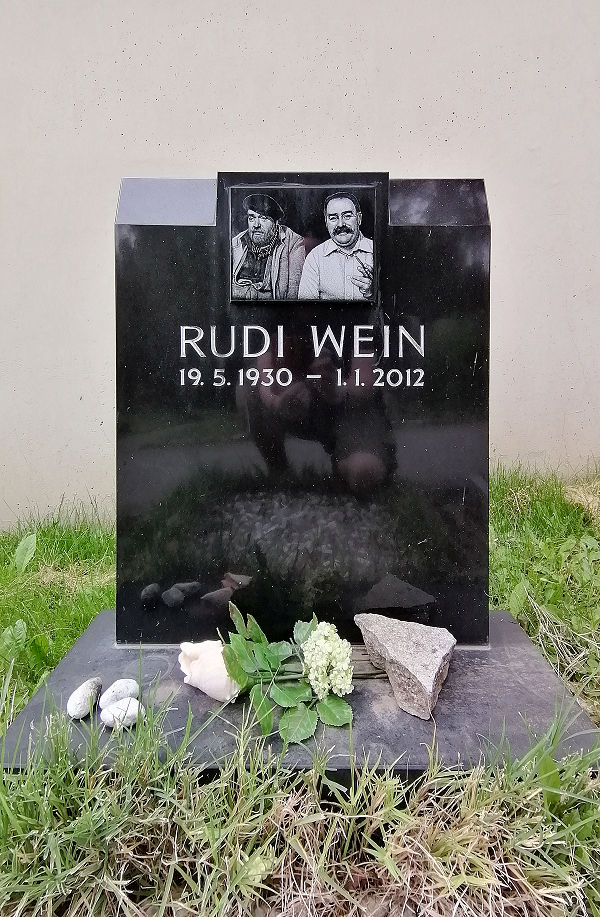
Das Grab von Rudi Wein auf dem Sieveringer Friedhof. Das einzige Grab in Wien, auf dem sich ein Foto Helmut Qualtingers befindet.

Rudolf (Rudi) Wein führte das Gutruf von 1972 bis 1991. Der Geschäftsmann und Agent des ungarischen sowie DDR-Geheimdienstes war 1962 als Freund von Udo Proksch das erste Mal ins Gutruf gekommen. Wein renovierte nach der Übernahme 1972 das Lokal und führte die heute noch bestehende Garküche ein. Er gründete den Club Gutruf, um sich ungebetener Gäste zu erwehren. Rudi Wein ließ nur wenige Frauen zu, überliefert sind Erni Mangold, Eva Deissen und Louise Martini. Gattinnen hatten prinzipiell keinen Zutritt. Unter Wein herrschte außerdem striktes Hundeverbot.
In dieser Zeit zählten der Rennfahrer und Unternehmer Niki Lauda, der Musiker Fatty George sowie Politiker wie Karl Blecha und Norbert Steger zu den weiteren Stammgästen. Im August 1974 begann Bernhard Chung im Gutruf als Koch. 1983 erhielt er die österreichische Staatsbürgerschaft. Ebenfalls 1983 übergab Wein 90 % seiner Anteile an Chung. Rudi Wein schied 1991 endgültig aus.

### Das Gutruf von 1991 bis heute
Seit 1991 führt Bernhard Chung das Gutruf. Mit seiner Übernahme wurde das „Frauenverbot“ endgültig aufgehoben. 1992 erwarben Thaddäus Podgorski, Herbert Völker und Peter E Allmayer-Beck die Lokalität. Zu den dokumentierten weiblichen Besuchern des „Männerlokals“ zählen die Malerinnen Maria Lahr und Martina Schettina, die Schauspielerinnen Mijou Kovacs und Brigitte Neumeister, die Schriftstellerin Elfriede Gerstl, die Sportlerin und Journalistin Ingrid Wendl sowie die Journalistin Marga Swoboda. Gerhard Bronner, der während der Qualtinger-Zeit die Marietta-Bar (in der er 1967 das Cabaret Fledermaus gründete) bevorzugte, war später Stammgast und gemeinsam mit „The Voice“ Ernst Grissemann Teilnehmer der wöchentlichen Diskussionsrunde.

### Das Gutruf-Buch
Im Jahr 2006 wurde erstmals ein Jubiläumsband Das Gutruf – Ein Hinterzimmer wird 100 aufgelegt. Da einige Stammgäste Fotografen waren, darunter Franz Hubmann, Gino Molin-Pradel, Kristian Bissuti und Manfred Cobyn, konnte das Buch mit Fotos aus allen Gutruf-Epochen bereichert werden. Die Maler Franz Ringel, Adolf Frohner, Maria Lahr und Walter Schmögner waren regelmäßige Gäste des Hinterzimmers und verewigten ihre Erinnerungen in Gutruf-bezogen Werken. Herausgeber beider Bücher waren die Insider und – seit 1992 – Besitzer des Lokals Teddy Podgorski, Herbert Völker und Peter E. Allmayer-Beck.

## Wissenswertes
Von Mai bis September 1781 wohnte Wolfgang Amadeus Mozart in dem Haus, das heute die Adresse Milchgasse 1 trägt. Hier komponierte er die Oper Die Entführung aus dem Serail, worauf eine Gedenktafel hinweist.
Von 2003 bis 2004 lief im Wien Museum die Ausstellung Quasi ein Genie – Helmut Qualtinger (1928–1986). Darin wurde eine Gutruf-Ecke mit Original-Möbeln und -Wandtapezierung sowie dem typischen Wandschmuck gezeigt.